# Taganskij
Il quartiere Taganskij (in russo Таганский район?) è un quartiere di Mosca sito nel Distretto Centrale. Si trova a sud-est del centro storico, sulla sponda sinistra (settentrionale) della Moscova.
Le prime aree abitate del quartiere comparvero tra il XIV ed il XV secolo, espandendosi da ovest verso est a seguito della fondazione, nel XIII secolo dei cantieri Krutitskoe. Nel XVIII secolo la zona ospitava una serie di insediamenti artigiani e contadini (le sloboda), nonché la Rogožskaja sloboda, centro dei "Vecchi credenti".
Il nome deriva dalla sloboda artigianale di Tagan, sita oltre la Jauza, dove si concentravano fabbri specializzati nella lavorazione del rame e da cui si rifornivano gli Strel'cy.